# Buniwangi (Pelabuhan Ratu)
Buniwangi is een bestuurslaag in het regentschap Sukabumi van de provincie West-Java, Indonesië. Buniwangi telt 8569 inwoners (volkstelling 2010).